# Kułały

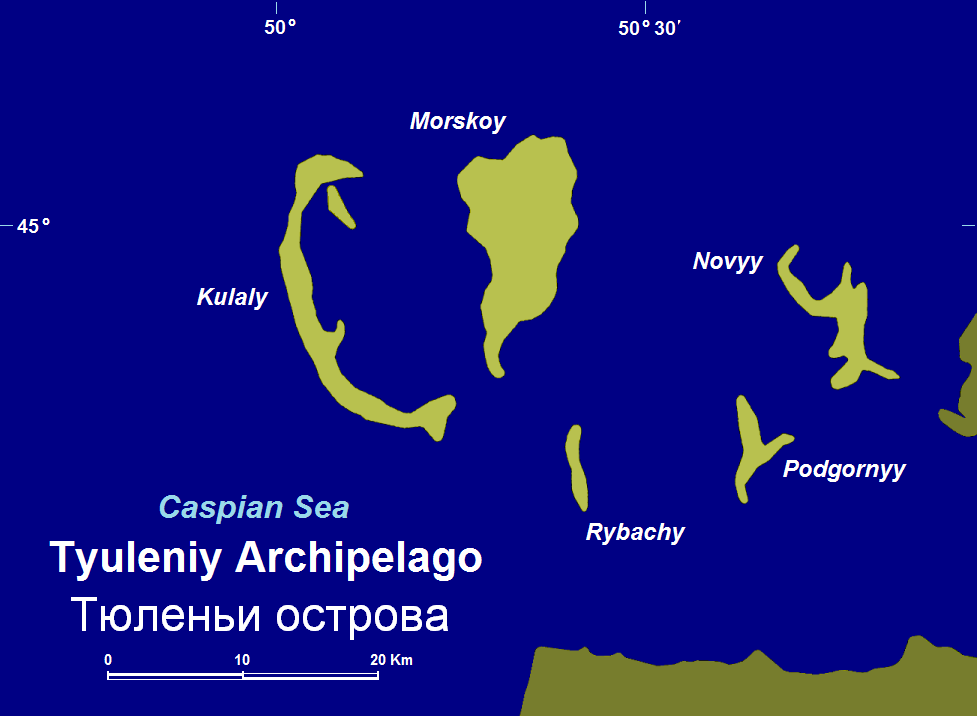
Wyspy Focze

Kułały (kaz.: Құлалы) – wyspa na Morzu Kaspijskim w archipelagu Wysp Foczych, największa w tej grupie wysp. Położona u wybrzeży Kazachstanu. Zajmuje powierzchnię 68 km². Wyspa ma charakter nizinny z urozmaiconą linią brzegową w skład której wchodzi kilka niewielkich półwyspów. Teren na niej jest w większości bagnisty i porośnięty trzciną. Znajdują się na niej obserwatorium meteorologiczne oraz latarnia morska. To jedna z pięciu zamieszkałych wysp na tym jeziorze. Jest ostoją endemicznej kaspijskiej foki. Znajduje się na niej również kolonia mew, gniazdują na niej łyski, łabędzie, czaple i rybitwy czubate.